# دارالشورای کبری
دارالشورای کبری یا بطور کامل‌تر دارالشورای کبرای دولتی، شورایی متشکل از سران حکومت قاجار بود که در سال ۱۲۹۰ هجری قمری (۱۲۵۲ هجری خورشیدی) به دستور ناصرالدین‌شاه تشکیل شد. ناصرالدین‌شاه در این سال پس از بازگشت از اروپا تصمیم گرفت به تقلید از برخی کشورهای اروپایی مجلسی داشته باشد که به او در امور مختلف مشاوره دهد. عموم اعضای این مجلس شاهزادگان و نزدیکان شاه بودند که توسط وی یا نزدیکان او انتخاب می‌شدند. 
این مجلس در نهایت ۱۵ سال پیش از مشروطیت توسط ناصرالدین‌شاه منحل گردید.

## پیدایش
ناصرالدین‌شاه پس از آنکه در آخر رجب ۱۲۹۰ (شهریور ۱۲۵۲) از سفر نخست فرنگ به ایران بازگشت با اوضاع بحرانی مواجه شد. امضای امتیازنامهٔ رویتر فضا را به شدت تند کرده بود. از این رو او علیرغم میل باطنی دستور داد استعفای میرزا حسین‌خان مشیرالدوله صدراعظم و همچنین حذف منصب صدارت در اعلان رسمی دولتی منتشر گردد. 
لایحهٔ تشکیل «دربار اعظم» یا همان دارالشورای کبری در واقع طرحی بود که توسط سپهسالار مشیرالدوله در ذیقعدهٔ ۱۲۸۹ (دی/بهمن ۱۲۵۱) تدوین و به امضای ناصرالدین‌شاه رسیده بود. در این طرح که شش وزیر دولتی عضو شورا می‌شدند، صدراعظم در مقابل شاه پاسخگو بود. حالا که شاه مقام صدارت عظمی را حذف کرده بود و وظایف اجرایی دولت بین شش وزارتخانه تقسیم شده بود، خودش ریاست وزرا را به عهده می‌گرفت.
نخستین کار دارالشورا حل معضل قرارداد رویتر بود. مجالس مشورتی در این شورا نزدیک به ۱۹ روز با حضور مشیرالدوله که از جانب شاه مأمور به گفتگو با بارون رویتر و وکلای او شده بود برگزار شد. این قرارداد بالاخره در ۱۹ رمضان ۱۲۹۰ (۱۸ آبان ۱۲۵۲) به دستور شاه ملغی شد. 

## تشکیل جلسات
بر پایهٔ فرمان ناصرالدین‌شاه برای تشکیل مجلس دارالشورای کبری، این مجلس در روزهای شنبه و سه‌شنبه تشکیل جلسه می‌داد و در روزهای دیگر در صورت نیاز منعقد می‌گردید. طبق فرمان همهٔ وزرای صاحب ادارات معینه به این شرح می‌بایست در جلسات حضور می‌یافتند: 
- وزارت داخله و دفتر محاسبات و ریاست دارالشورا میرزا یوسف مستوفی‌الممالک
- وزارت علوم اعتضادالسلطنه
- وزارت جنگ نصرت‌الدوله
- وزارت عدلیه عمادالدوله
- وزارت خارجه میرزا سعیدخان مؤتمن‌الملک
- وزارت فوائد عامه حسینعلیخان
- وزارت وظایف مجدالملک
- وزارت رسائل خاصه میرزا علیخان منشی حضور

محمدعلی‌خان امین‌السلطنه موظف بود در روزهای یادشده وزرای تعیین‌شده را در مجلس دربار اعظم گرد هم آورد. طبق فرمان شاه، مذاکرات مجلس و قرارهای تعیین‌شده در دولت تا پیش از اجرا محرمانه تلقی می‌شد. 

## منبع
- تهرانی، محمدرضا (زمستان ۱۳۷۷). «اسناد تاریخی (اسناد منحصر به فرد منتشرنشده درباره دارالشورای کبری - مجلس دربار اعظم - در سه بخش)». مجلهٔ ایران‌شناسی. ۱۰ (۴): ۸۲۵ تا ۸۳۶. دریافت‌شده در ۲۹ فروردین ۱۴۰۰.